# Carl Diem
Pour les articles homonymes, voir Diem.
Cet article possède un paronyme, voir Carpe diem.
Carl Diem est un universitaire allemand, pédagogue et théoricien du sport et de l'éducation physique, né le 24 juin 1882 à Wurtzbourg et décédé le 17 décembre 1962 à Cologne, dont l'action a été déterminante pour le développement du sport allemand et de l'olympisme. Cependant, bien qu'il n'ait pas été mis en cause à la Libération, son attitude pendant la Seconde Guerre mondiale donne toujours lieu à controverse.

## Biographie
Carl Diem naît le 24 juin 1882 à Wurtzbourg et sa famille s’installe 5 ans plus tard à Berlin où elle vit modestement. Après une scolarité débutée à l'École française, il fréquente le Friedrich Werder Gymnase mais, à la suite du décès prématuré de son père, il doit abandonner ses études pour entrer en 1900 comme apprenti dans une usine de textile. Il envisage ensuite une carrière militaire et fait son service de 1904 à 1905 à Berlin au 2e régiment de gardes à pied où il obtient le grade de caporal (Gefreiter).
Il s'engage dans l'armée allemande le 1er août 1914 avec le grade de Vize-Feldwebel et sert en Belgique et en France. Grièvement blessé à Saint-Quentin, il récupère suffisamment pour participer aux batailles de Champagne et d'Argonne où il gagne ses galons de sergent (Unteroffizier). Il se marie en 1930 avec une jeune chargée de cours de l'Université de Berlin, Liselott Bail, qui lui succède à la direction de la Sport Hochschule de Cologne après son décès le 17 décembre 1962 à Cologne. Le couple a quatre enfants (1931, 1932, 1935 et 1941), dont Gudrun, épouse de Jules Vuillemin.

### Le sport et le journalisme allemands

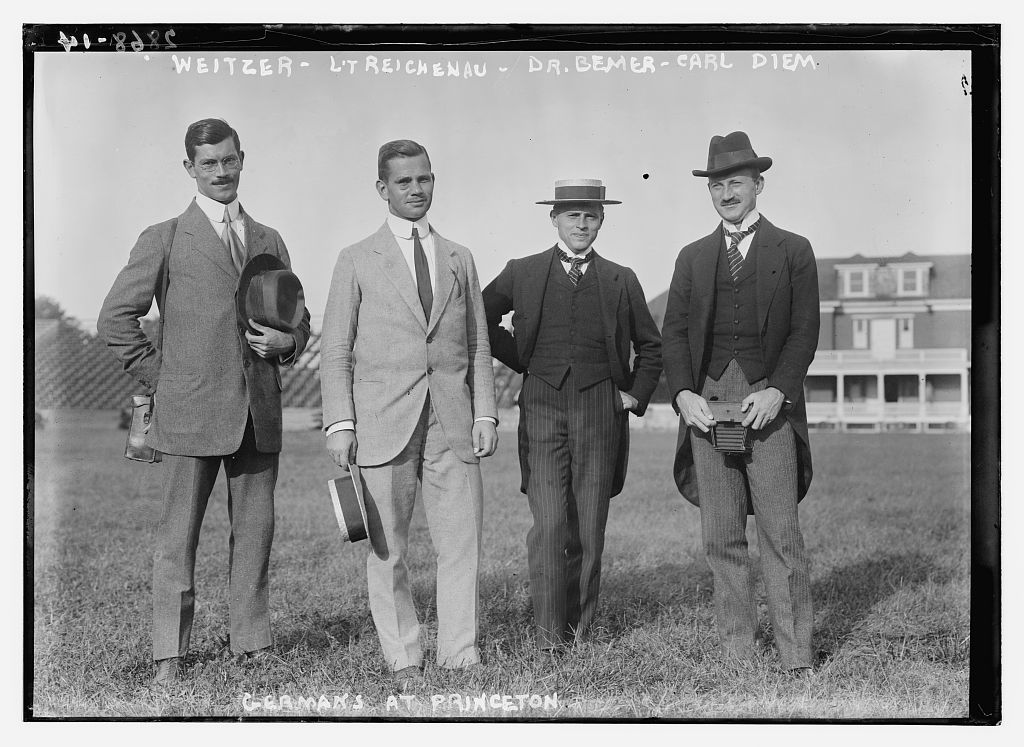
Diem (à droite) à Princeton en 1913

Alors que la gymnastique est tout puissante en Allemagne à la fin du XIXe siècle, Carl Diem reste extérieur à ce grand mouvement gymnique nationaliste et participe au développement du sport selon le modèle anglo-saxon. Pratiquant très tôt des activités d'endurance, en particulier la course de fond il crée en 1899 le club sportif Marcomannia de Berlin. En 1903 il est secrétaire de la Fédération allemande d'athlétisme fondée à Berlin cinq ans plus tôt et est à l'origine l’année suivante de la fédération des associations sportives de Berlin (VBAV) qu’il préside jusqu’en 1920. En 1906 il est entraîneur de la délégation allemande aux Jeux intercalaires d’Athènes dont il assure aussi la couverture journalistique. De 1907 à 1913 il est président de la Fédération allemande d'athlétisme et rédacteur en chef chez August Scherl qui publie Sport im Bild (de), premier hebdomadaire sportif allemand fondé en 1895. Il organise alors le premier relais pédestre Potsdam-Berlin en 1908.
En 1912 il est chef de la délégation des athlètes et journalistes aux Jeux olympiques de Stockholm et crée la même année le Sport Badge Reich. L’année suivante, en 1913, nommé secrétaire général du comité d’organisation des Jeux olympiques de Berlin prévus en 1916, il rencontre pour la première fois Pierre de Coubertin. Il est envoyé en mission d’études aux États-Unis et participe en 1914 au Congrès olympique à Paris. En 1922, il crée les Deutsche Kampfspiele, Jeux olympiques nationaux pour la période où l'Allemagne reste exclue des Jeux olympiques (1920-1924). De 1917 à 1933 il est secrétaire général du Comité de l'éducation physique du Reich (DRAfL). Il organise la première conférence allemande sur l'éducation physique à Berlin en 1924 et l’année suivante il est promu secrétaire du Comité olympique allemand. Il est chef de mission aux Jeux d’Hiver à Saint-Moritz et à ceux d’été à Amsterdam.

### Carrière scientifique

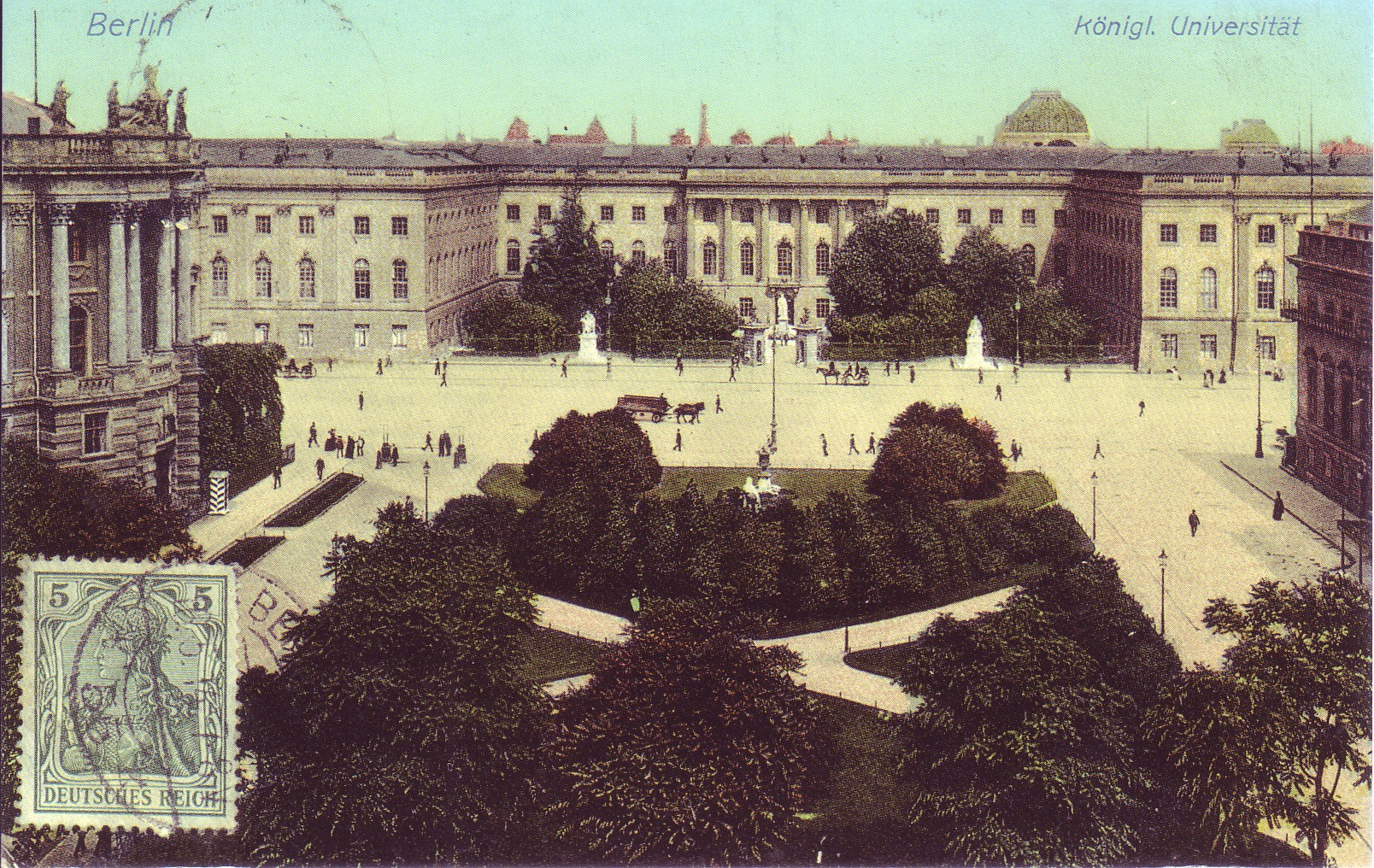
L'université de Berlin
au début du XXe siècle

Dès 1920 il contribue à la création de l'Institut de l'éducation physique et l'hygiène scolaire (de) de l'Université de Berlin et en 1921 il est nommé docteur honoraire de la Faculté de médecine. De 1924 à 1930 il est à l’origine de nombreuses initiatives : conférence sur l'éducation physique de la femme, mémorandum au Reichstag sur la séance quotidienne de gymnastique pour les scolaires, formation de professeur de gymnastique à Berlin, missions d’études au Japon, Chine, États-Unis. De 1930 à 1933 il est chargé de cours à l'Université de Berlin et en 1932, chef de mission aux jeux olympiques de Los Angeles, il donne des conférences à l'Université de cette ville.
En 1937 il relance les fouilles allemandes du stade antique d'Olympie. Il dirige l'Institut international olympique (IOI) de Berlin de 1938 à 1945. En 1940 il est nommé membre de l'Institut allemand d'archéologie à la suite des fouilles entreprises sur le site d’Olympie. Dès 1938 il est à l’origine du projet de création de l'Académie olympique en Grèce, projet qu’il renouvelle en 1948. De 1945 à 1947 il est directeur de l'Institut de l'éducation physique et l'hygiène scolaire à l'Université de Berlin avec titre de Maître de conférences puis, en 1947, de la Sport Hochschule de Cologne dont il est cofondateur. Il est nommé professeur honoraire de l'Université de Cologne en 1948.

### Les Jeux olympiques de Berlin et le nazisme

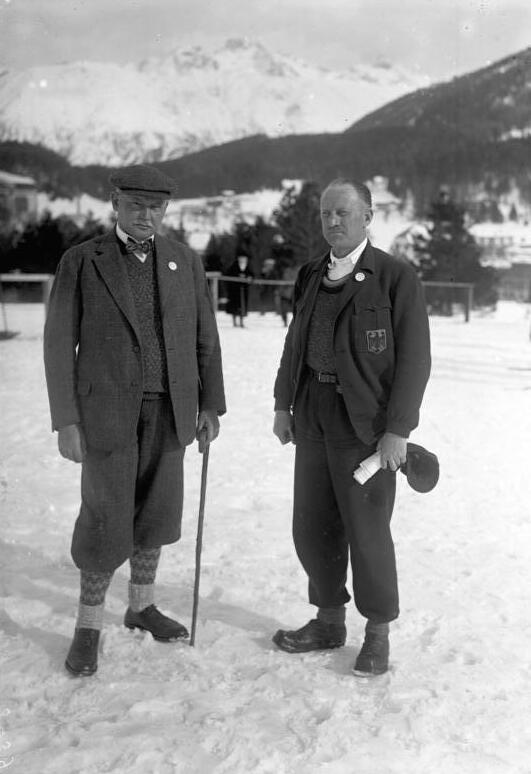
Jeux d'Hiver de 1936
Lewald et Diem (à droite)

En 1930, il reçoit le Congrès olympique à Berlin et l’année suivante il est nommé secrétaire du Comité d'organisation des Jeux olympiques de 1936 présidé par Theodor Lewald. Peu de temps après la prise du pouvoir par le nazisme, il est classé politiquement peu fiable du fait de ses attaches familiales et ses sympathies avec des athlètes, universitaires et dirigeants juifs et mis officiellement en congé de l'Université. Hitler semblant se désintéresser des Jeux, Theodor Lewald s'applique à démontrer leur intérêt pour la propagande à Joseph Goebbels qu'il parvient à convaincre. Diem et Lewald sauvent leurs postes au comité d'organisation des Jeux de Berlin, renommés par le Reichssportführer, Hans von Tschammer und Osten. Carl Diem, initialement théoricien du sport, proche des idéaux aristocratiques, patriotiques et pacifistes de Pierre de Coubertin, avait déjà mis en place un relais à la torche lors des Deutsche Kampfspiele, alternatives germaniques aux JO, en 1922. En 1934, Diem fait adopter le protocole olympique du relais de la flamme.
Il travaille alors sous l'autorité de Theodor Lewald avec des moyens accrus et un salaire décent. Le relais de la flamme olympique est mis en œuvre pour la première fois en 1936 lors des Jeux olympiques de Berlin. Son utilisation par Goebbels pour la propagande du Troisième Reich fait naître par la suite des controverses sur l'opportunité de perpétuer cette pratique et l'implication de Diem fait toujours l'objet de débats. Celui-ci est ensuite nommé chef des relations extérieures du Haut-Commissaire aux Sports (DRL/NSRL) jusqu'à la fin de la Seconde Guerre mondiale où cette organisation nazie est dissoute. En 1938, Diem réussit à transférer le centre de l’Olympisme de Lausanne à Berlin avec la création d'un Institut international olympique dont il devient directeur.

### La «dénazification» du sport allemand

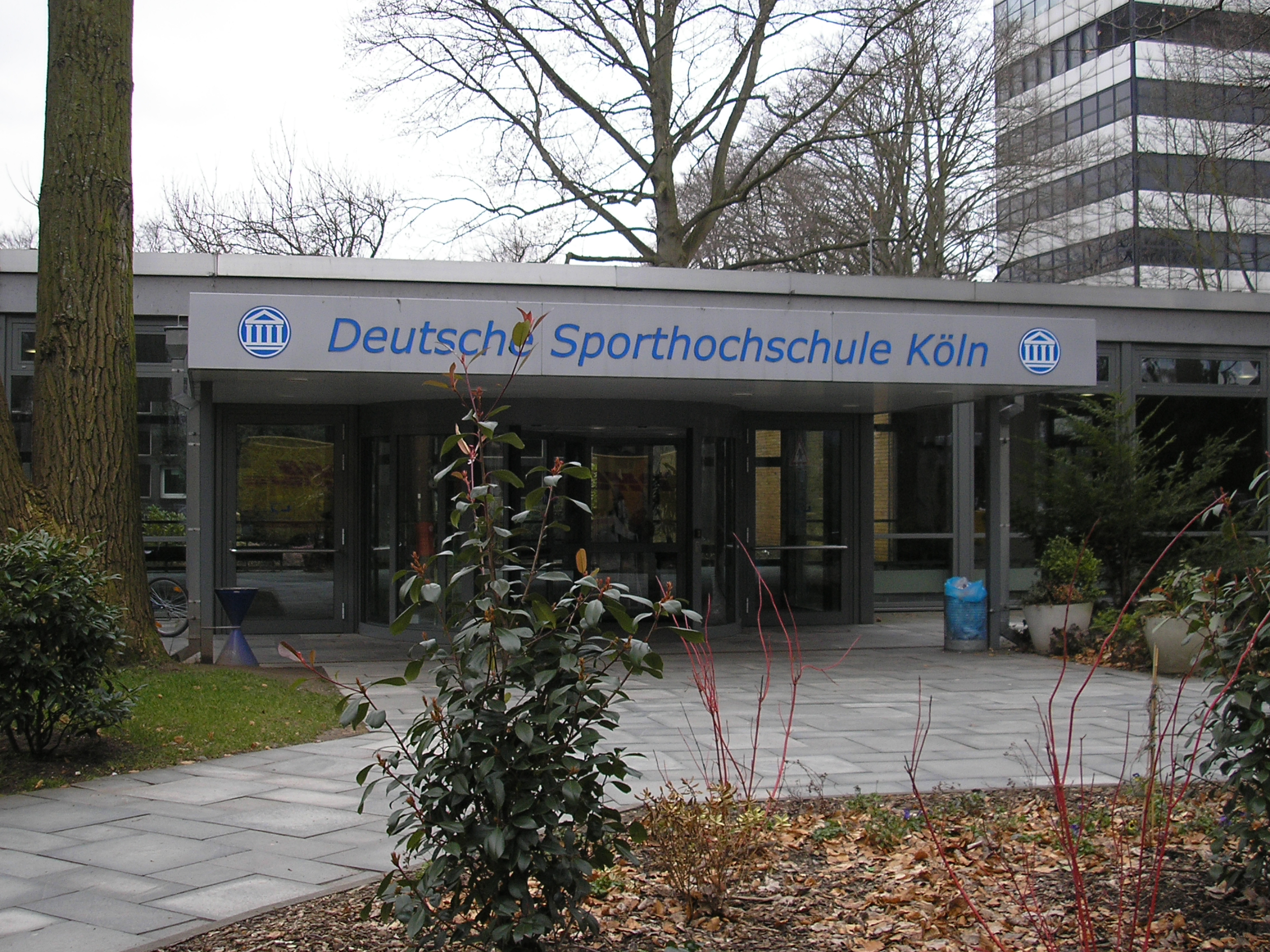
La faculté des sports de Cologne fondée en 1947

Diem n'est pas inquiété par les alliés occidentaux après la chute du nazisme et sa reconnaissance universitaire contribue largement à la réinsertion du sport allemand dans le contexte international. Dès 1948, en l'absence de toute équipe allemande, il est invité d'honneur des Jeux olympiques de Londres puis en 1949 de la Lingiade. De 1949 à 1953 il est conseiller du ministère fédéral du sport et premier président de la Fédération de Gymnastique du Rhin. En 1952 il est chef de délégation olympique de la jeunesse à Helsinki. Jusqu'à sa mort en 1962 Diem reste un théoricien et un fonctionnaire important des sports au sein de la République fédérale d'Allemagne (RFA).
Dès 1945 il est nommé maître de conférences à l'Université de Berlin et responsable de l'Institut pour l'éducation physique et l'hygiène de l'école. Nommé en 1947 avec l'appui des Alliés à la direction de la nouvelle Sport Hochschule de Cologne, il y est à l'origine avec sa femme Liselott d'une méthodologie d'initiation sportive à l'école puis du nouveau modèle sportif de l'Allemagne de l'Ouest pour la pratique d'entretien des adultes qu'il baptise Trimm dich. Ce modèle s'étend à l'Europe après les Jeux olympiques de Mexico et la candidature de Munich aux Jeux olympiques de 1972.

## Publications
Carl Diem a laissé 60 000 lettres et 12 000 pages de journaux accessibles aux archives Carl et Liselott Diem à l'Université du Sport de Cologne.
Parmi ses publications :
- Zur Neugestaltung der Körpererziehung : Ein Aufriss der Tagesfragen. Berlin : Weidmann, 1922 ;
- Vereine und Verbände für Leibesübungen (Verwaltungswesen). Unter Mitarb. von... Berlin : Weidmann, 1923 ;
- Theorie der Gymnastik. Berlin : Weidmann, 1930 ;
- Olympische Flamme.. Berlin 1936 ;
- Asiatische Reiterspiele: Ein Beitrag zur Kulturgeschichte der Völker. Berlin : Deutscher Archiv-verlag , 1941 ;
- Der läufer von Marathon : erzählung (Mit zwei kartenskizzen) Leipzig : P. Reclam Jun., 1941 ;
- Das trojanische Reiterspiel ... Berlin : Deutscher Archiv-verlag , 1942 ;
- Der olympische Gedanke im neuen Europa. Berlin : Terramare Institut, 1942 ;
- Körpererziehung bei Goethe. Frankfurt am Main, 1948 ;
- Lord Byron als Sportsmann. Köln, 1950 ;
- Weltgeschichte des Sports und der Leibeserziehung. Stuttgart : Cotta, 1960 ;
- Gedanken zur Sportgeschichte. Schorndorf bei Stuttgart : K. Hofmann, 1965 ;
- Ein Leben für den Sport : Erinnerungen aus d. Nachlass Ratingen ; Kastellaun ; Düsseldorf : Henn, 1974 ;

Deux de ses ouvrages sont traduits et édités en français :
- L'idée olympique dans la nouvelle Europe, Inst. Terramare, 1943 - 53 pages.
- L'idée olympique: discours et essais, Hofmann, 1969 - 132 pages ;

## Reconnaissances et activités internationales
Dès 1933 il est conseiller des gouvernements turcs puis bulgares pour élaborer une politique de la jeunesse et des sports à l’école et membre correspondant de l'Académie américaine de l'éducation physique. En 1954 il est conseiller du gouvernement islandais sur les mêmes questions, puis du gouvernement indien en 1955, du gouvernement de l'union de l'Afrique du Sud en 1960 et de celui d’Argentine en 1961. De 1959 à 1961 il est conseiller du Comité olympique japonais pour les Jeux de Tokyo.
En 1956, membre de la délégation allemande pour les Jeux de Melbourne, il se voit décerner le Certificat olympique par le Comité international olympique (CIO). En 1960, invité d'honneur aux Jeux de Rome, il est cofondateur du Conseil mondial pour l'éducation physique et du sport devenu depuis Conseil International de l’Éducation Physique et du Sport (CIEPES). L’année suivante il est nommé docteur honoris causa du George Williams College de Chicago et citoyen d'honneur d'Olympie où il est à l'origine de la première session de l'Académie internationale olympique (IOA).

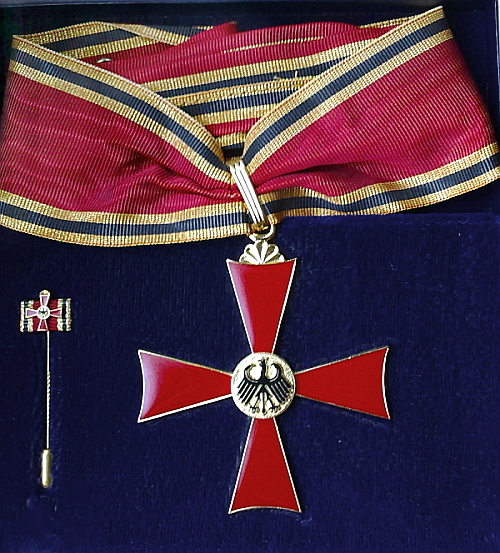
Grande Croix du Mérite de la RFA (1958)
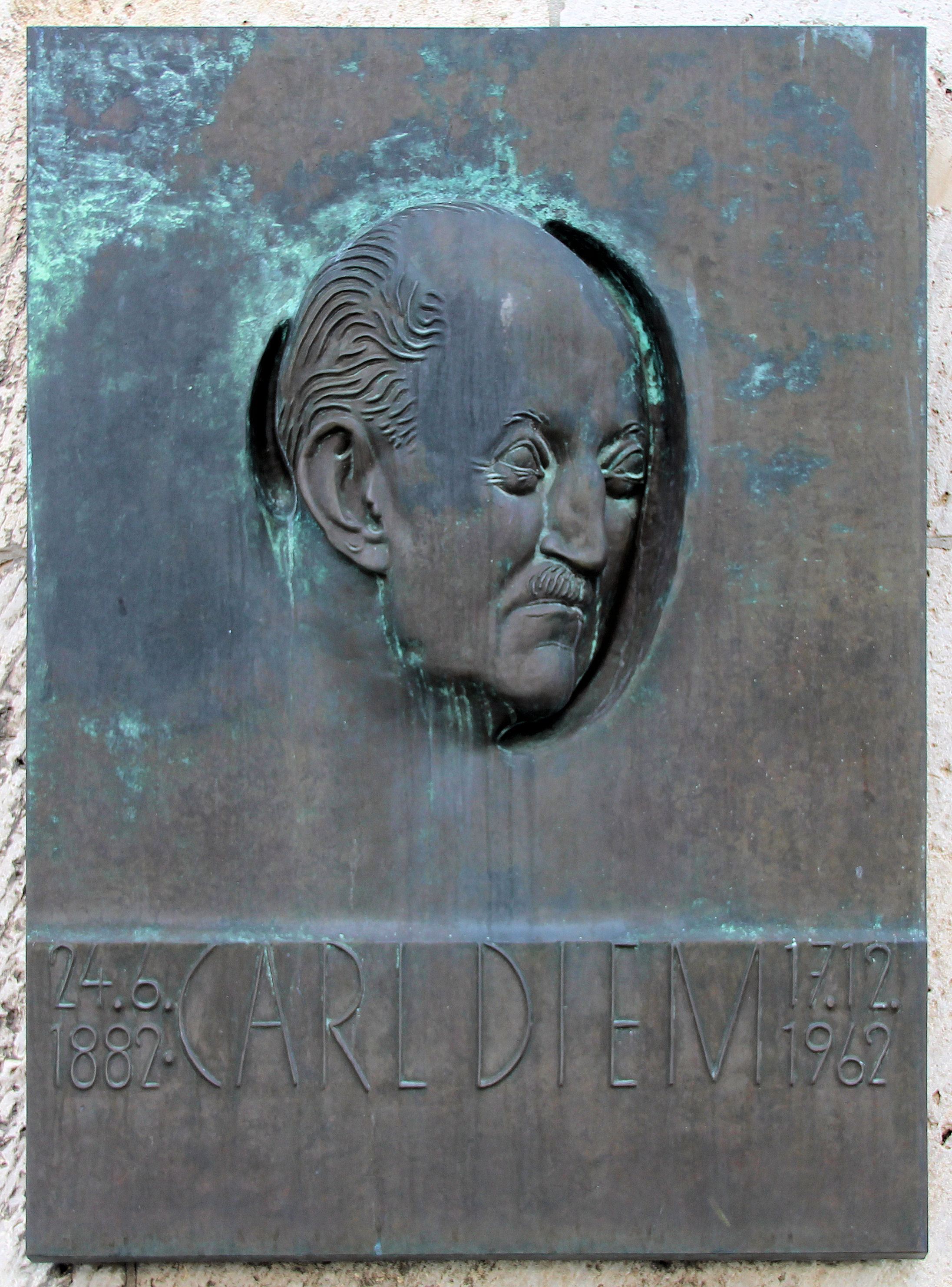
Plaque à Carl Diem (Berlin, place Olympique)

## Controverses

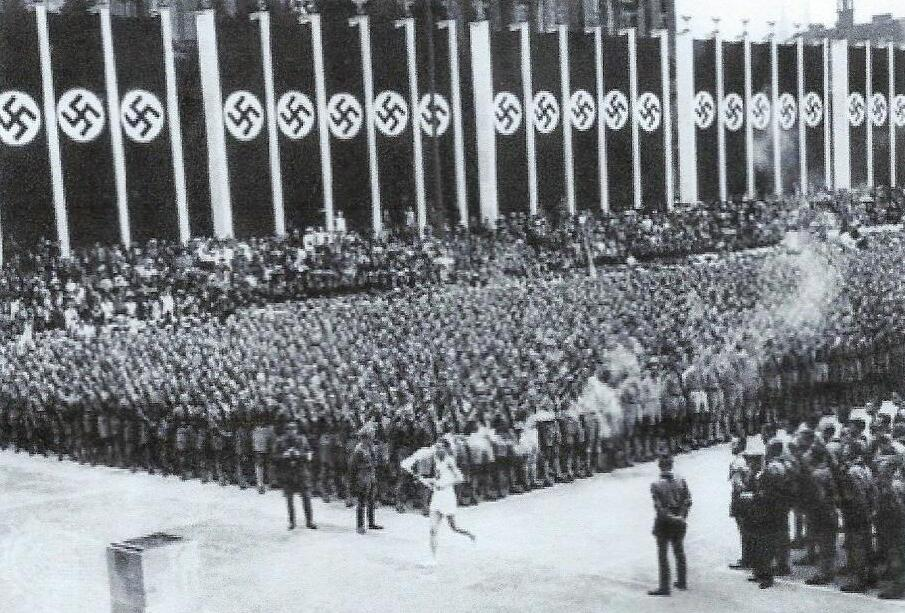
Jeux de Berlin (1936)
arrivée de la flamme

En dépit de sa reconnaissance internationale, la contribution de Diem à la réussite des Jeux de 1936 et son usage par la propagande du IIIe Reich font de lui une personnalité ambigüe et très controversée. Sa participation postérieure à la presse nazie, sa conférence de propagande de 1941 en France occupée et, surtout, son ré-engagement tardif dans la Wehrmacht à plus de 60 ans comme officier d'ordonnance de Karl Halt avec le grade d'adjudant (Brigadeadjutant) contribuent fortement à alimenter l'argumentation de ses détracteurs.
Ceux-ci ne manquent de souligner également son comportement lors de la prise de Berlin par les troupes soviétiques où il contribue à galvaniser, le 18 mars 1945, les jeunes recrues issues des Hitler Jugend pour la défense armée du stade olympique. Certains estiment enfin que, compte tenu de ses fonctions et ses attaches antérieures, il n'a pu ignorer les persécutions des athlètes juifs dès 1934 et après 1943 l'existence de la Shoah sans pour autant prendre ses distances vis-à-vis du pouvoir.
Aussi, si la Grand-croix de l'Ordre du Mérite de la République fédérale d'Allemagne lui est décerné en 1956, si en 1962 Willi Daume (de) — autre grand de la renaissance du sport ouest-allemand après la guerre et autre proche du CIO — le qualifie de « la plus créative et ambitieuse personnalité du sport moderne », et si la République fédérale d'Allemagne lui consacre un timbre à l'occasion des Jeux olympiques de Mexico, sa réhabilitation est loin d'être acquise aujourd'hui dans toute l'opinion allemande et des grandes villes, comme Munich après 1972, Wurtzbourg ou même Cologne plus récemment, hésitent toujours à donner ou laisser son nom à un de leurs lieux publics ou à une de leurs installations sportives.